# Epidendrum zappii
Epidendrum zappii är en orkidéart som beskrevs av Guido Frederico João Pabst. Epidendrum zappii ingår i släktet Epidendrum och familjen orkidéer. Inga underarter finns listade i Catalogue of Life.